# Liên đoàn bóng đá Bồ Đào Nha
Liên đoàn bóng đá Bồ Đào Nha (FPF) (tiếng Bồ Đào Nha: Federação Portuguesa de Futebol) là tổ chức quản lý, điều hành các hoạt động bóng đá ở Bồ Đào Nha. Liên đoàn quản lý đội tuyển bóng đá quốc gia nam và nữ, tổ chức các giải bóng đá như vô địch quốc gia và cúp quốc gia. Liên đoàn bóng đá Bồ Đào Nha gia nhập FIFA năm 1923 và UEFA năm 1954.